# جان فرنسيس
جان فرنسيس (بالإنجليزية: Jan Francis)‏ هي راقصة باليه وممثلة بريطانية، ولدت في 5 أغسطس 1947 في وستمنستر في المملكة المتحدة.

## وصلات خارجية
- جان فرنسيس على موقع IMDb (الإنجليزية)
- جان فرنسيس على موقع ميوزك برينز (الإنجليزية)
- جان فرنسيس على موقع قاعدة بيانات الفيلم (الإنجليزية)